# ماونت گرینوود (شیکاگو)
ماونت گرینوود (به انگلیسی: Mount Greenwood) یک منطقهٔ مسکونی در ایالات متحده آمریکا است که در شهرستان کوک (ایلینوی) واقع شده‌است. ماونت گرینوود ۷٫۰۷ کیلومتر مربع مساحت و ۱۸٬۷۸۳ نفر جمعیت دارد.